# Parilyrgis tacta
Parilyrgis tacta är en fjärilsart som beskrevs av Holland 1900. Parilyrgis tacta ingår i släktet Parilyrgis och familjen nattflyn. Inga underarter finns listade i Catalogue of Life.